# キラー (アルバム)
『キラー』（Killer）は、アメリカ合衆国のロック・バンドであるアリス・クーパーが、1971年に発表した4作目のスタジオ・アルバム。

## 背景
ワーナー・ブラザーズに移籍して初めてのアルバム。前作『エイティーン』（1971年）発表後のツアーの合間に曲作りが行われた。前作の共同プロデューサーの1人だったボブ・エズリンが起用された。
「無法者」は、映画『荒野の七人』でロバート・ヴォーンが演じたキャラクターにインスパイアされた曲で、ボーカリストのアリス・クーパーは本作が発表される前の1971年7月3日に死去したジム・モリソンのキャラクターも重ね合わせている。
リック・デリンジャーが一部の曲でリードギターを担当した。メンバーのデニス・ダナウェイによれば、彼等はデリンジャーが在籍していたマッコイズのオープニング・アクトを務めたことがあり、更にデリンジャーが彼等のマネージメント・オフィスの近所に住んでいたことから、以前より親しい間柄だったという。
本作のジャケットには、メンバーのニール・スミスが飼っていたカチーナという名前のヘビの写真が使用された。写真撮影はピート・ターナーによる。また、タイトルのロゴはデニス・ダナウェイの手書きで、ダナウェイは身代金要求の手紙を思わせるレタリングにするために、わざと左手でペンを持ったという。

## 反響
アメリカでは本作がBillboard 200で21位に達し、本作からのシングル「俺の回転花火」は全米59位、「ビー・マイ・ラヴァー」は全米49位を記録した。1972年には初の全英アルバムチャート入りを果たして最高27位を記録。
「ヘイロー・オブ・フライ」は英米ではシングル・カットされなかったが、1973年にはオランダ語圏でシングルがリリースされ、オランダのシングル・チャートで5位、ベルギーのフランデレン地域では24位を記録した。

## 評価
Greg Pratoはオールミュージックにおいて5点満点中4.5点を付け「バンドはステージで猟奇的なショウを披露しており、"Dead Babies"やタイトル・トラックのように不穏な楽曲は、それと完璧な調和を見せている」「長大で曲がりくねった"Halo of Flies"は、バンドが後のアルバムで、より複雑な構造の曲に取り組むことを示唆しているが、一方で"You Drive Me Nervous"や"Yeah, Yeah, Yeah"といった曲は、アリス・クーパーが初期のガレージロック的な方向性を完全に捨て去ったわけではないことを示している」と評している。また、ジョン・ライドンはアリス・クーパーが「セックス・ピストルズに最も大きなインスピレーションを与えた」と語っており、本作を「歴史上最も偉大なロックン・ロール・アルバム」と評している。

## 収録曲
1. 俺の回転花火 "Under My Wheels" (Michael Bruce, Dennis Dunaway, Bob Ezrin) – 2:51
2. ビー・マイ・ラヴァー "Be My Lover" (M. Bruce) – 3:21
3. ヘイロー・オブ・フライ "Halo of Flies" (Alice Cooper, Glen Buxton, M. Bruce, D. Dunaway, Neal Smith) – 8:22
4. 無法者 "Desperado" (A. Cooper, M. Bruce) – 3:30
5. 勇気づけて "You Drive Me Nervous" (A. Cooper, M. Bruce, B. Ezrin) – 2:28
6. イエー・イエー・イエー "Yeah, Yeah, Yeah" (A. Cooper, M. Bruce) – 3:39
7. デッド・ベイビーズ "Dead Babies" (A. Cooper, G. Buxton, M. Bruce, D. Dunaway, N. Smith) – 5:44
8. キラー "Killer" (M. Bruce, D. Dunaway) – 6:57

## カヴァー
- 俺の回転花火
  - 上記項目を参照。
- ビー・マイ・ラヴァー
  - ジョーン・ジェット&ザ・ブラックハーツ - 未発表音源集『フラッシュバック』（1993年）に収録[11]。
- ヘイロー・オブ・フライ
  - ジェロ・ビアフラ - メルヴィンズと連名のアルバム『Sieg Howdy!』（2005年）に収録[12]。
- デッド・ベイビーズ
  - アイスド・アース - カヴァー・アルバム『Tribute to the Gods』（2002年）に収録[13]。

## 参加ミュージシャン
- アリス・クーパー - ボーカル
- グレン・バクストン - ギター
- マイケル・ブルース - ギター、キーボード
- デニス・ダナウェイ - ベース
- ニール・スミス - ドラムス

アディショナル・ミュージシャン
- リック・デリンジャー - ギター(on #1, #6)
- ボブ・エズリン - キーボード